# U18-Världsmästerskapet i ishockey för damer 2008
U18-Världsmästerskapet i ishockey för damer 2009 var det första U18-Världsmästerskapet i ishockey för damer. Mästerskapet bestod av en division som avgjordes i Calgary, Kanada, mellan 7 och 12 januari 2008.

## Slutställning
| VM     | VM       | VM |
| ------ | -------- | -- |
| Guld   | USA      |    |
| Silver | Kanada   |    |
| Brons  | Tjeckien |    |
| 4.     | Sverige  |    |
| 5.     | Tyskland |    |
| 6.     | Finland  |    |
| 7.     | Schweiz  |    |
| 8.     | Ryssland |    |